# La Masia de l'Albornar
La masia de l'Albornar és un edifici de Santa Oliva (Baix Penedès) protegida com a bé cultural d'interès local.

## Descripció
És una masia formada per un edifici principal amb una sèrie de dependències adossades. L'edifici principal és fet de paredat i actualment és arrebossat. Consta de tres plantes. Als baixos hi ha quatre portes quadrangulars, de factura recent, visible pel material emprat (maó). Per darrere l'edifici es disposen les dependències que semblen ser coetànies a la construcció de l'edifici principal, ja que presenten una tipologia i materials similars. Al costat d'aquestes es troba el pati amb dues portes d'entrada, una d'arc de mig punt dovellat i l'altra d'arc carpanell.

## Història
L'edifici principal és el més antic del mas, datat al segle xix.
Avui dia el mas està format per la "casa nova" i la "masia de l'Albornar", en total hi habiten vuit persones.
Té unes profundes arrels històriques. El lloc de l'Albornar era una antiga possessió del monestir de Sant Cugat, documentada ja el 1011. L'any 1046 s'esmenten els Albornas. Segueixen altres notícies, el 1202 hom cita la quadra i la torre de l'Albornar, que era alou de Sant Cugat. En temps de Gascó d'Albornar la torre s'anomena castell, on hi havia batlles i nuncis, sota la jurisdicció de l'abat de Sant Cugat (avui no en resta cap vestigi).